# Vasilică Toma
Vasilică Toma (n. 4 februarie 1976, Târgu Frumos, România) este un senator român, ales în 2016.